# Ak-Dżoł Arawan
Ak-Dżoł Arawan (kirg. Футбол клубу «Ак-Джол» Араван) – kirgiski klub piłkarski, mający siedzibę w mieście Arawan, w południowo-zachodniej części kraju.

## Historia
Chronologia nazw:
- 1997: Jangijoł Arawan (ros. «Янгиёл» Араван)
- 1998: Drużba Arawan (ros. «Дружба» Араван)
- 2002: Ak Buła Arawan (ros. «Aк Була» Араван)
- 2004: Szarab-K Arawan (ros. «Шараб-К» Араван)
- 2005: Al Fagir Arawan (ros. «Aль-Фагир» Араван)
- 2005: Dinamo Arawan (ros. «Динамо» Араван)
- 2010: Ak-Dżoł Arawan (ros. «Ак-Джол» Араван)

Piłkarski klub Jangijoł został założony w miejscowości Arawan w roku 1997. W 1997 klub startował w rozgrywkach Pucharu Kirgistanu, gdzie dotarł do 1/16 finału. W 1998 zmienił nazwę na Drużba Arawan. W 2001 zajął pierwsze miejsce w grupie południowej Pierwszej Ligi i w 2002 debiutował w Wyższej Lidze, w której zajął przedostatnie 9.miejsce. 1 lipca 2002 przyjął nazwę Ak Buła Arawan. W 2003 najpierw zajął 4.miejsce w grupie południowej, a potem w turnieju finałowym zakończył rozgrywki na 8.pozycji. W następnym sezonie 2004 jako Szarab-K Arawan występował w Pierwszej Lidze. W 2005 rozpoczął z nazwąAl Fagir Arawanw Wyższej Lidze, w której zajął ostatnie 8.miejsce, a po rundzie wiosennej kontynuował występy jako Dinamo Arawan w Pierwszej Lidze, gdzie był piątym. W 2006 znów startował w Wyższej Lidze, w której zajął przedostatnie 5.miejsce w grupie południowej. Na początku kwietnia 2010 zespół Ak-Dżoł Arawan wycofał się z rozgrywek Wyższej Ligi z powodów politycznych. W 2013 ostatni raz startował w Pucharze Kirgistanu.

## Sukcesy

### Trofea międzynarodowe
Nie uczestniczył w rozgrywkach azjatyckich (stan na 31-12-2015).

### Trofea krajowe
| \| \| Zdobyte trofea w rozgrywkach Kirgistanu (stan na: 31-12-2015) \| |                                                               |      |                      |
| Rozgrywki                                                              | Osiągnięcie                                                   | Razy | Sezon(y)             |
| Mistrzostwo                                                            | I miejsce                                                     | 0    |                      |
| Mistrzostwo                                                            | II miejsce                                                    | 0    |                      |
| Mistrzostwo                                                            | III miejsce                                                   | 0    |                      |
| Mistrzostwo                                                            | 8.miejsce                                                     | 1    | 2003                 |
| Puchar                                                                 | zdobywca                                                      | 0    |                      |
| Puchar                                                                 | finalista                                                     | 0    |                      |
| Puchar                                                                 | półfinalista                                                  | 1    | 2005                 |
| II liga                                                                | I miejsce                                                     | ?    | 2001 (gr.południowa) |
| II liga                                                                | II miejsce                                                    | ?    |                      |
| II liga                                                                | III miejsce                                                   | ?    |                      |
| Kirgistan                                                              | Zdobyte trofea w rozgrywkach Kirgistanu (stan na: 31-12-2015) |      |                      |

## Stadion
Klub rozgrywa swoje mecze domowe na stadionie Drużba w Arawanie, który może pomieścić 1000 widzów.